# Tour de Corse 1974
Il Tour de Corse 1974, valevole come Rally di Francia 1974, è stata 11ª tappa del campionato del mondo rally 1974. Il rally è stato disputato dal 30 novembre al 1º dicembre in Corsica.
Il campionato valevole solo per la classifica dei costruttori ha visto trionfare la scuderia italiana Lancia, seguita dall'Alpine-Renault e dalla Fiat.

## Dati della prova
| Rally di Francia 1974               | Rally di Francia 1974                     |
| ----------------------------------- | ----------------------------------------- |
| Denominazione ufficiale             | Tour de Corse                             |
| Tappa N°                            | 11                                        |
| Edizione N°                         | 18                                        |
| Data manifestazione                 | da sabato 30/11/1974 a domenica 1/12/1974 |
| Paese ospitante                     | Corsica                                   |
| Superficie                          | Asfalto                                   |
| Piloti iscritti                     | 101                                       |
| Partiti                             | 101                                       |
| Arrivati                            | 24 (23,8 % )                              |
| Prove                               | 14                                        |
| La più breve                        | 16,60 km (PS13 Ghisoni - Muracciole)      |
| La più lunga                        | 38,20 km (PS10 Kamiesh - Zonza)           |
| Velocità media minore               | 68,43 km/h (PS3 Albertacce)               |
| Velocità media maggiore             | 113,56 km/h (PS8 Bastilica - Cauro)       |
| Lunghezza complessiva tappe         | 374,90 km (28,3% della distanza totale)   |
| Lunghezza complessiva trasferimento | 950,00 km                                 |
| Distanza totale                     | 1,324.90 km                               |

## Classifiche

### Sistema di punteggio
| Sistema di punteggio | Sistema di punteggio | Sistema di punteggio | Sistema di punteggio | Sistema di punteggio | Sistema di punteggio | Sistema di punteggio | Sistema di punteggio | Sistema di punteggio | Sistema di punteggio | Sistema di punteggio |
| Posizione            | 1°                   | 2°                   | 3°                   | 4°                   | 5°                   | 6°                   | 7°                   | 8°                   | 9°                   | 10°                  |
| -------------------- | -------------------- | -------------------- | -------------------- | -------------------- | -------------------- | -------------------- | -------------------- | -------------------- | -------------------- | -------------------- |
| Punteggio            | 20                   | 15                   | 12                   | 10                   | 8                    | 6                    | 4                    | 3                    | 2                    | 1                    |

### Classifica costruttori
| 1° | Lancia         | 20 | 1°  |
| 2° | Alpine-Renault | 15 | 2°  |
| 3° | Fiat           | 6  | 6°  |
| 4° | Opel           | 4  | 7°  |
| 5° | Renault        | 3  | 8°  |
| 6° | Alfa Romeo     | 1  | 10° |

### Classifica piloti
| Classifica Generale | Classifica Generale  | Classifica Generale     | Classifica Generale      | Classifica Generale | Classifica Generale | Classifica Generale |
| Pos                 | Pilota               | Co-pilota               | Auto                     | Tempo               | Distacco            | Punti               |
| ------------------- | -------------------- | ----------------------- | ------------------------ | ------------------- | ------------------- | ------------------- |
| 1°                  | Jean-Claude Andruet  | Biche                   | Lancia Stratos HF        | 4: 49: 10.0         | 0.0                 | 20                  |
| 2°                  | Jean-Pierre Nicolas  | Vincent Laverne         | Alpine-Renault A110 1800 | 4: 52: 10.0         | + 3: 28.0           | 15                  |
| 3°                  | Jean-Luc Thérier     | Michel Vial             | Alpine-Renault A310      | 5: 12: 10.0         | + 22: 59.0          | 12                  |
| 4°                  | Jean-Pierre Manzagol | Jean-François Filippi   | Alpine-Renault A110 1800 | 5: 14: 40.0         | + 25: 33.0          | 10                  |
| 5°                  | Gérard Larrousse     | Christian Delferrier    | Alpine-Renault A110 1800 | 5: 16: 50.0         | + 27: 37.0          | 8                   |
| 6°                  | Fulvio Bacchelli     | Bruno Scabini           | Fiat 124 Abarth Rally    | 5: 26: 30.0         | + 37: 17.0          | 6                   |
| 7°                  | Jean-Louis Clarr     | Jean-François Fauchille | Opel Ascona              | 5: 34: 00.0         | + 44: 47.0          | 4                   |
| 8°                  | Jean-François Piot   | Jacques Jaubert         | Renault 17 Gordini       | 5: 37: 40.0         | + 48: 35.0          | 3                   |
| 9°                  | Jean-Marie Soriano   | Robert Simonetti        | Alpine-Renault A110 1800 | 6: 08: 40.0         | + 1: 19: 30.0       | 2                   |
| 10°                 | Guy Fréquelin        | Jean Thimonier          | Alfa Romeo Alfetta       | 6: 10: 00.0         | + 1: 20: 50.0       | 1                   |

### Prove speciali
| Giorno                   | Prova | Nome                        | Lunghezza | Vincitore            | Tempo    | V. media    | Leader del rally    |
| ------------------------ | ----- | --------------------------- | --------- | -------------------- | -------- | ----------- | ------------------- |
| Frazione 1 (30 novembre) | PS1   | Luri - Canari               | 23,90 km  | Jean-Pierre Nicolas  | 18: 12.0 | 70.79 km/h  | Jean-Pierre Nicolas |
| Frazione 1 (30 novembre) | PS2   | Santo Pietro - Croisement   | 34,50 km  | Jean-Pierre Manzagol | 24: 46.0 | 83.58 km/h  | Jean-Pierre Nicolas |
| Frazione 1 (30 novembre) | PS3   | Albertacce                  | 30,30 km  | Jean-Pierre Nicolas  | 26: 34.0 | 68.43 km/h  | Jean-Pierre Nicolas |
| Frazione 1 (30 novembre) | PS4   | Coti Chiavari - Stiliccione | 21,10 km  | Jean-Pierre Manzagol | 12: 18.0 | 102.93 km/h | Jean-Pierre Nicolas |
| Frazione 1 (30 novembre) | PS5   | Porto Vecchio - Zonza       | 37,80 km  | Jean-Louis Clarr     | 26: 36.0 | 85.26 km/h  | Jean-Pierre Nicolas |
| Frazione 1 (30 novembre) | PS6   | Aullene - Mocca Crocce      | 18,20 km  | Jean-Claude Andruet  | 15: 34.0 | 70.15 km/h  | Jean-Pierre Nicolas |
| Frazione 1 (30 novembre) | PS7   | Tavera - Bastelica          | 17,10 km  | Jean-Claude Andruet  | 14: 05.0 | 72.85 km/h  | Jean-Pierre Nicolas |
|                          |       |                             |           |                      |          |             | Jean-Pierre Nicolas |
| Frazione 2 (1º dicembre) | PS8   | Bastilica - Cauro           | 18,80 km  | Jean-Claude Andruet  | 9: 56.0  | 113.56 km/h | Jean-Claude Andruet |
| Frazione 2 (1º dicembre) | PS9   | Palneca - Ghisoni           | 34,60 km  | Jean-Claude Andruet  | 28: 54.0 | 71.83 km/h  | Jean-Claude Andruet |
| Frazione 2 (1º dicembre) | PS10  | Kamiesh - Zonza             | 38,20 km  | Jean-Pierre Nicolas  | 29: 49.0 | 76.87 km/h  | Jean-Claude Andruet |
| Frazione 2 (1º dicembre) | PS11  | Aullene - Zicavo            | 25,20 km  | Jean-Claude Andruet  | 19: 46.0 | 76.49 km/h  | Jean-Claude Andruet |
| Frazione 2 (1º dicembre) | PS12  | Cozzano - Ghisoni           | 33,80 km  | Jean-Claude Andruet  | 27: 04.0 | 74.93 km/h  | Jean-Claude Andruet |
| Frazione 2 (1º dicembre) | PS13  | Ghisoni - Muracciole        | 16,60 km  | Jean-Pierre Nicolas  | 13: 18.0 | 74.89 km/h  | Jean-Claude Andruet |
| Frazione 2 (1º dicembre) | PS14  | Talasani - La Porta         | 24,80 km  | Jean-Claude Andruet  | 20: 15.0 | 73.48 km/h  | Jean-Claude Andruet |